# Tramvajová doprava v Ulmu

Mapa tramvajové sítě v Ulmu

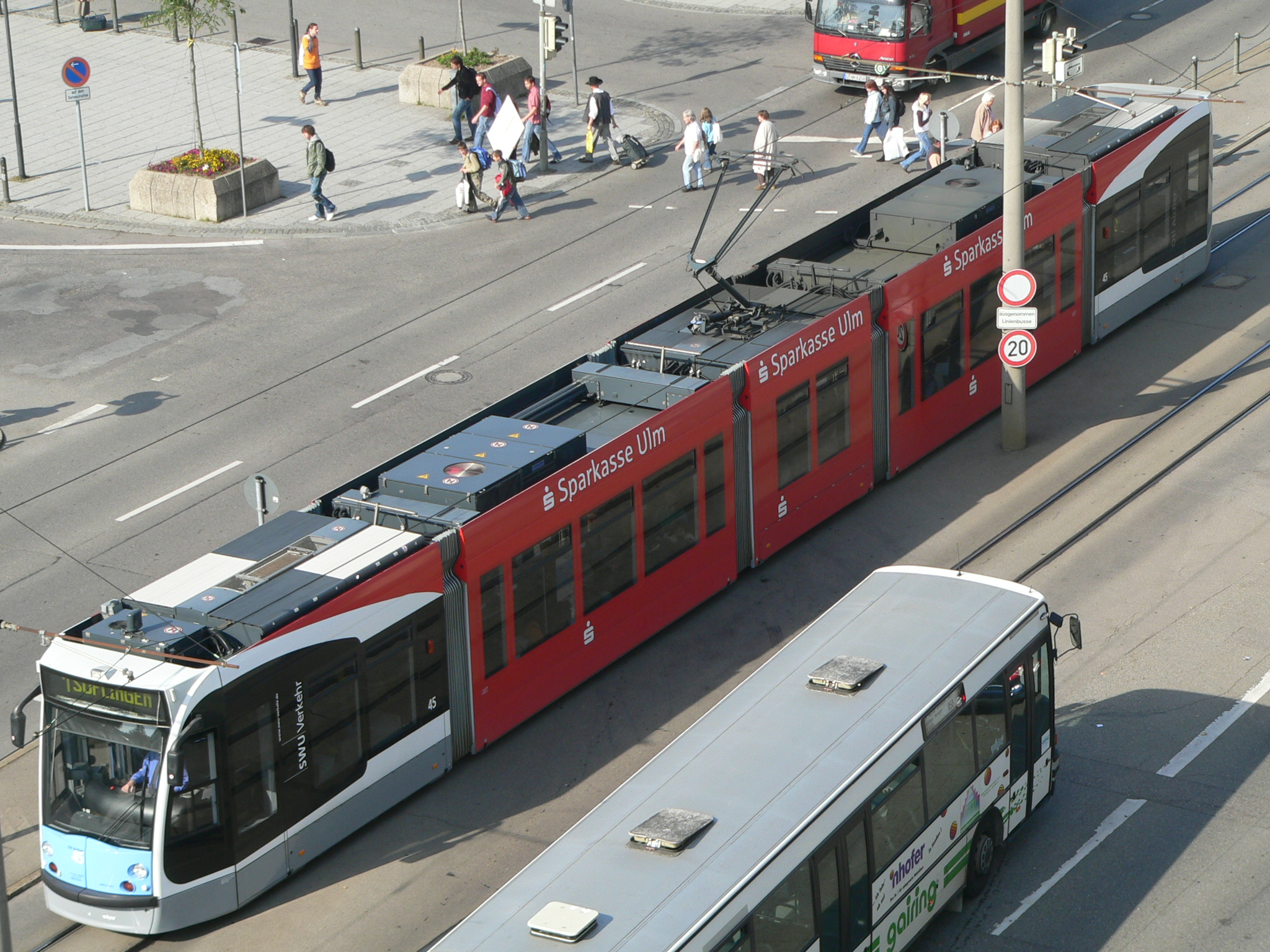
Tramvaj typu Combino v ulicích Ulmu

Německé město Ulm, nacházející se na březích Dunaje v Bádensku-Württembersku, disponuje vlastní sítí tramvajové dopravy. Jedná se o síť velmi malou, nejmenší ze starých spolkových zemí. Systém je úzkorozchodný (1000 mm) a funguje již od 15. května 1897.
Místní síť tvoří jen jediná linka o délce celkem 5,5 km. Ta spojuje městskou část Ulm-Söflingen a Donauhalle. Tramvajový provoz v Ulmu byl dlouhou dobu znám díky tramvajím typu SSB GT4 ze 60. let, vyráběných v závodě Maschinenfabrik Esslingen; tyto tramvaje však již byly v roce 2003 nahrazeny novějšími nízkopodlažními, vícečlánkovými vozy typu Combino NGT 6 UL (celý vozový park je tedy obnoven). Přestože současný tramvajový provoz tvoří jen jedna linka, objevila se již v 90. letech 20. století koncepce celý systém rozšířit a zavést až pět linek. Návrh nakonec prošel veřejným hlasováním, ve kterém nové tratě těsná většina obyvatel odmítla. Přesto se ale nakonec i současná jediná trať rozšiřovat nakonec bude, a to do čtvrti Böfingen, ležící na severovýchodě města. Nový úsek bude mít délku 4,5 km.